# Caprimulgus inornatus
El chotacabras sencillo o chotacabra sencilla (Caprimulgus inornatus) es una especie de ave caprimulgiforme de la familia Caprimulgidae que vive en el África subsahariana.

## Distribución
Cría en el Sahel y regiones aledañas, y se desplaza hacia el sur a las selvas cercanas. Se encuentra en Benín, Burkina Faso, Burundi, Camerún, Costa de Marfil, Chad, Eritrea, Etiopía, Gabón, Ghana, Guinea, Kenia, Liberia, Mali, Mauritania, Níger, Nigeria, República Centroafricana, República Democrática del Congo, Senegal, Sierra Leona, Somalia, Sudán, Sudán del Sur, Tanzania, Togo, Uganda, Yemen y Yibouti.